# Kaluga
Kalúga (in russo Калу́га) è una città della Russia europea centrale, capoluogo dell'oblast' omonima.

## Geografia fisica
Kaluga sorge nella regione collinare del Rialto centrale russo, 188 km a sud-ovest di Mosca, sulla sponda sinistra del fiume Oka. È collegata alla capitale per strada e ferrovia.
La città ha un clima continentale, analogo alle altre località della Russia centrale. Le temperature medie mensili oscillano da circa −10 °C in gennaio a 17,5 °C in luglio, mentre le precipitazioni sono attorno ai 600 millimetri annui.

## Storia
La città venne fondata probabilmente nel XIV secolo, come fortezza per il presidio dei confini sud-occidentali del Granducato di Mosca; rimase per lungo tempo un piccolo centro. Fu occupata nel 1941 dalle truppe tedesche della Wehrmacht. Fu sede di un campo di concentramento minore per soldati russi e civili rastrellati nella zona. Nei territori denominati Territori militari dell'est erano stati costruiti circa 500 campi di concentramento riservati ai russi catturati nei territori. Smobilitati i campi gli altri furono trasferiti a Sobibor.

## Economia
Kaluga è ai giorni nostri un importante centro siderurgico (soprattutto finalizzato alla costruzione di materiale ferroviario). Sono presenti anche industrie calzaturiere, vetrarie e di stoccaggio di alimenti a lunga conservazione.